# جون ك. شيفر
جون ك. شيفر (بالإنجليزية: John C. Schafer)‏ هو سياسي أمريكي، ولد في 7 مايو 1893 في ميلواكي في الولايات المتحدة، وتوفي في 9 يونيو 1962 في بيووكي في الولايات المتحدة بسبب مرض. حزبياً، نشط في الحزب الجمهوري. وقد انتخب عضو جمعية ولاية ويسكونسن وانتخب عضو مجلس النواب الأمريكي.